# Juravlînka, Narodîci
Juravlînka (în ucraineană Журавлинка) este un sat în comuna Rozsohivske din raionul Narodîci, regiunea Jîtomîr, Ucraina.